# 野毛山動物園
横浜市立野毛山動物園（のげやまどうぶつえん）は、神奈川県横浜市西区の野毛山公園内に位置する横浜市立の動物園。旭区のこども自然公園（大池公園）内に分園の万騎が原ちびっこ動物園がある。

## 概要

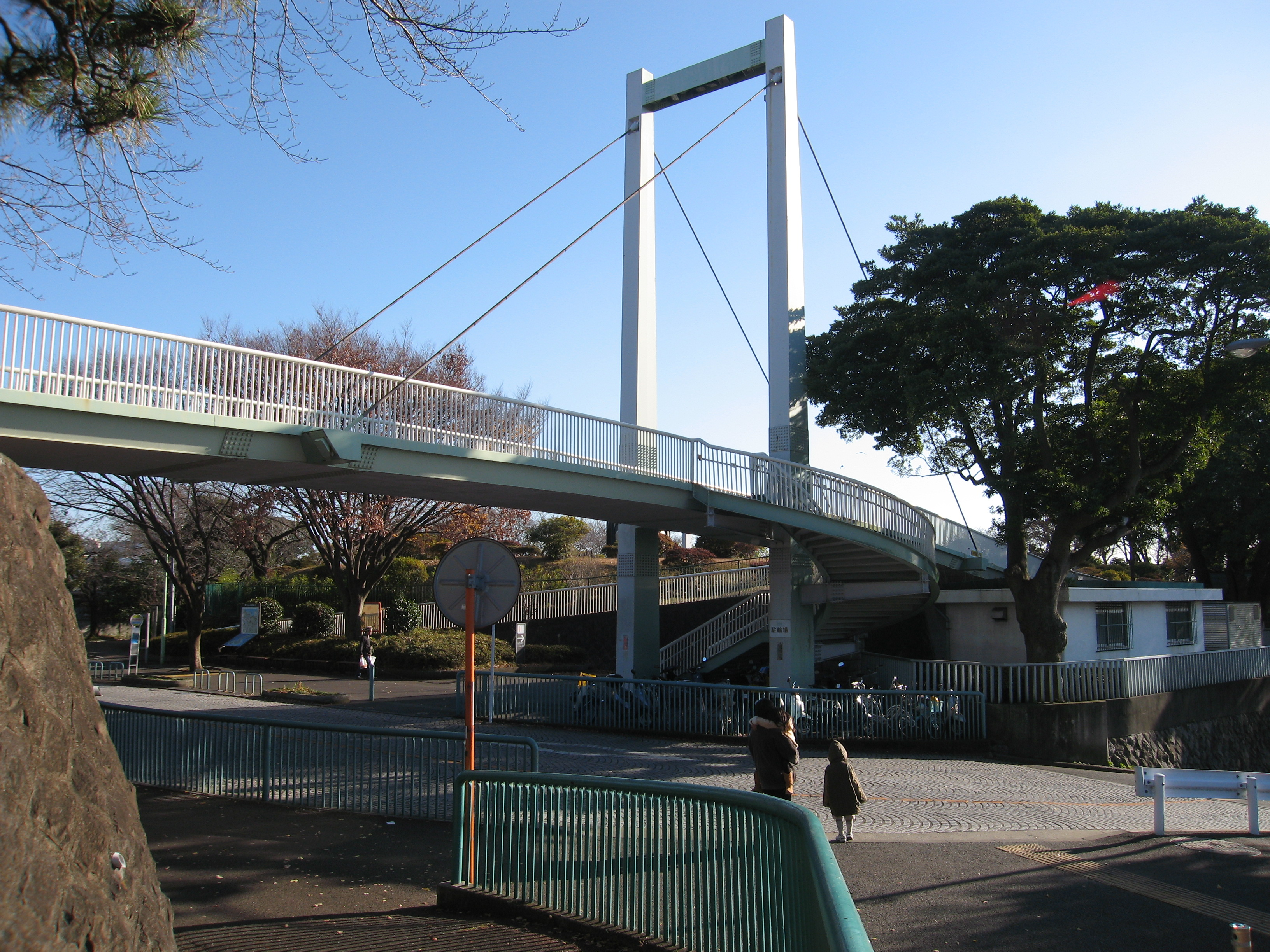
野毛のつり橋

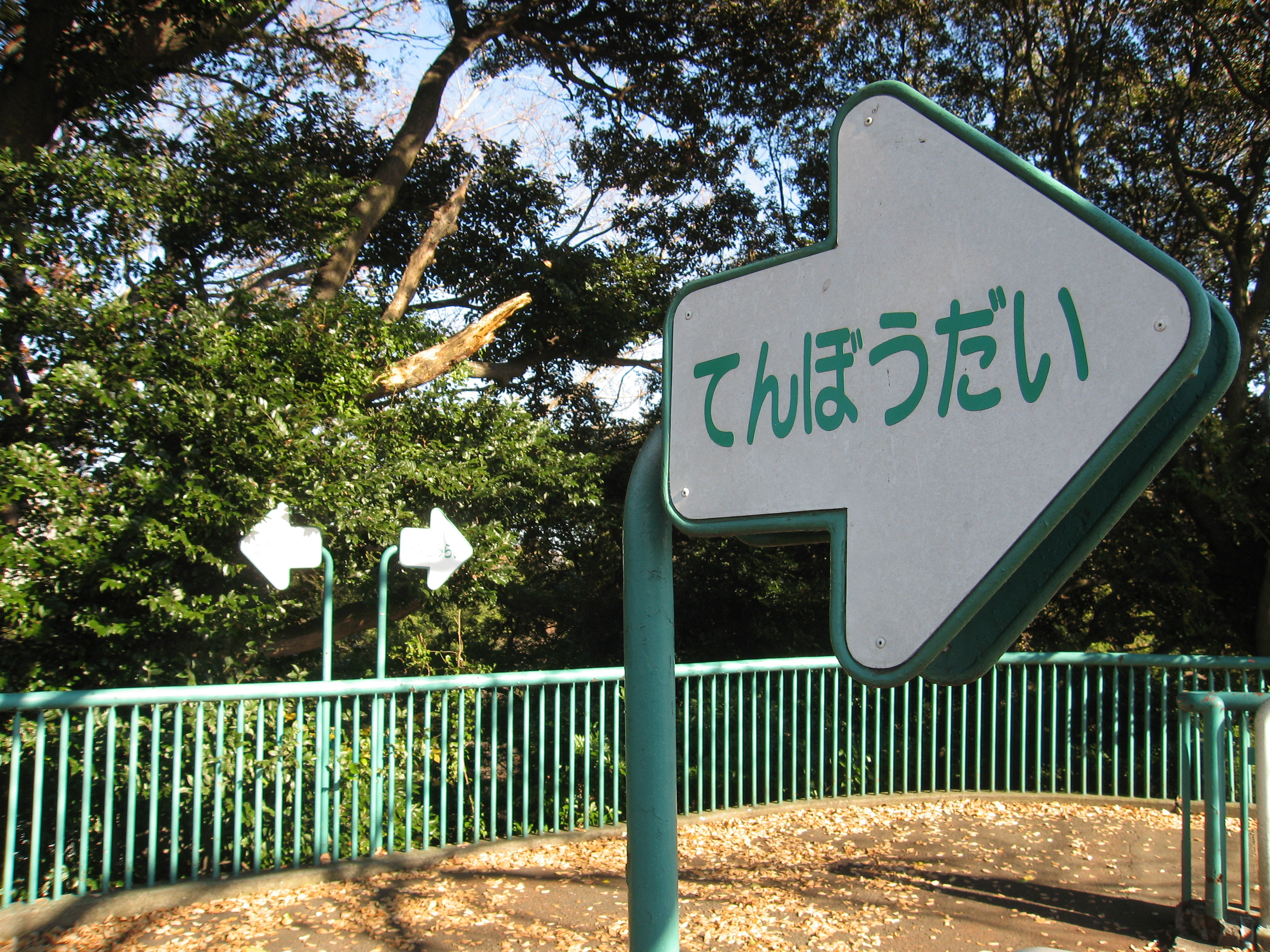
野毛山公園案内板

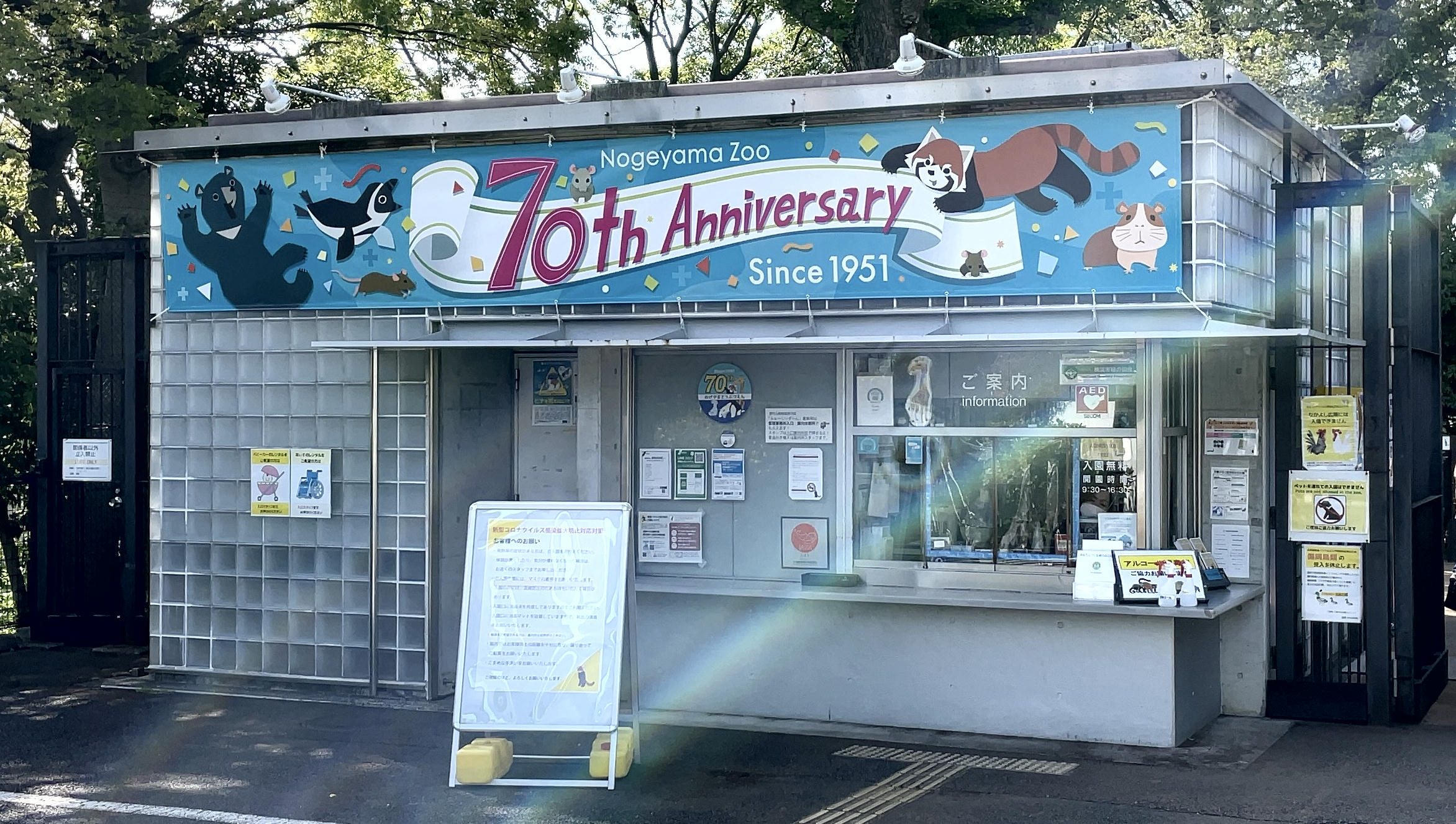
野毛山動物園70周年 記念エントランス

インドライオン、アミメキリン、チンパンジー、レッサーパンダ、フンボルトペンギンなど100種類以上、1,000点以上の動物を擁しており、都心部の動物園としての飼育数はかなり充実している。
さらに室内温度を一定温に保った爬虫類専用の展示館があり、ワニ類や陸ガメの飼育保護は人気を博している。2003年、開園時より50年以上展示されていたアジアゾウ（はま子）が老衰などにより死亡した。主の居なくなったゾウ舎は、暫く放置された後に解体され、広場になった。
かつてホッキョクグマが飼育されていた「しろくまの家」がある。ホッキョクグマはよこはま動物園ズーラシアへ移管した為、開いた飼育舎に実物大の熊の模型を展示し、飼育当時の状態をそのまま維持し、通常見ることが出来ない飼育舎の内部を見られるようになっている。
園内にかかる吊り橋風（斜張橋）の歩道橋『野毛のつり橋』はインダストリアルデザイナーである柳宗理のデザイン。そのほか、標識・看板類も柳のデザインしたものが用いられていた。
ズーラシア開園以前は、ライオン、キリン、白熊、象など人気の高い動物（特に猛獣）を多数擁しており「いないのはジャイアントパンダくらいなもの」と言われていた。その上入園料が無料なので、休日には大勢の観光客で賑わう一方、地元の子供が気軽に動物と触れあえる場所でもあった。しかし現在ではオランウータン、ホッキョクグマなどをはじめ多くの動物がズーラシアへ移されており、以前に比べると小規模なものとなっている。ただし、上記のように現在も100種以上の動物がいる上に、動物が減った分、飼育スペース自体が広がり、生活環境が良くなったとみられる動物もいる。
運営2008年3月31日までは横浜市が直営で管理していたが、2008年4月1日から指定管理者制度が導入され、同市の外郭団体であり、開園当初よりよこはま動物園ズーラシアを管理運営している財団法人横浜市緑の協会に管理運営が引き継がれた。
休園日毎週月曜日（祝日の場合は翌日、5月10月は無休）、12月29日～1月1日
開園時間9:30～16:30（入園は16:00まで)
入園料無料

## 動物園施設・動物一覧

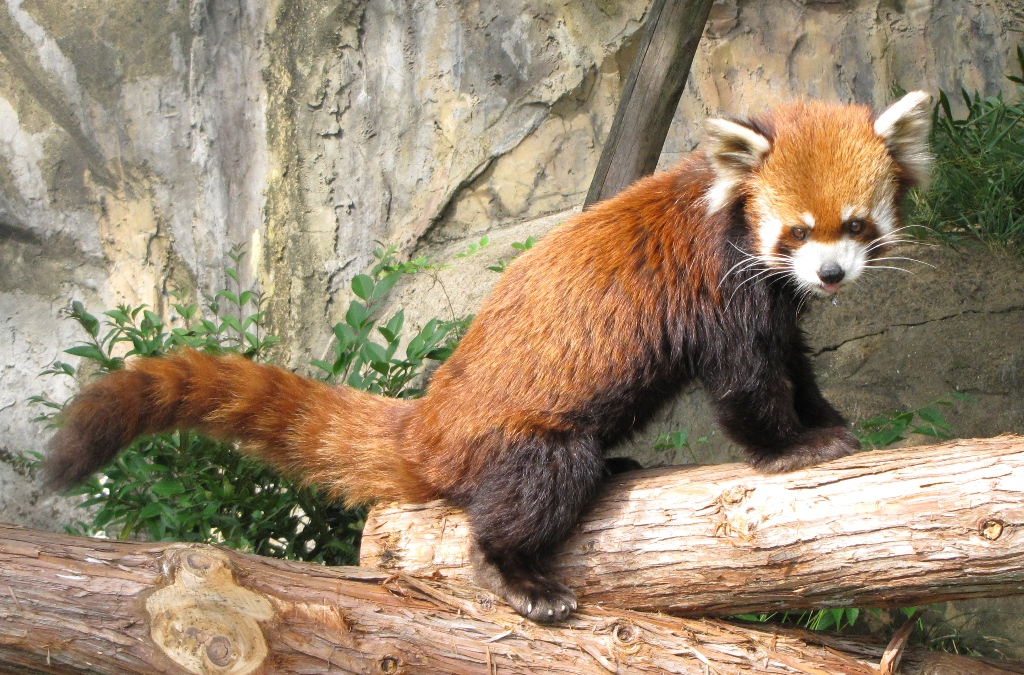
レッサーパンダ

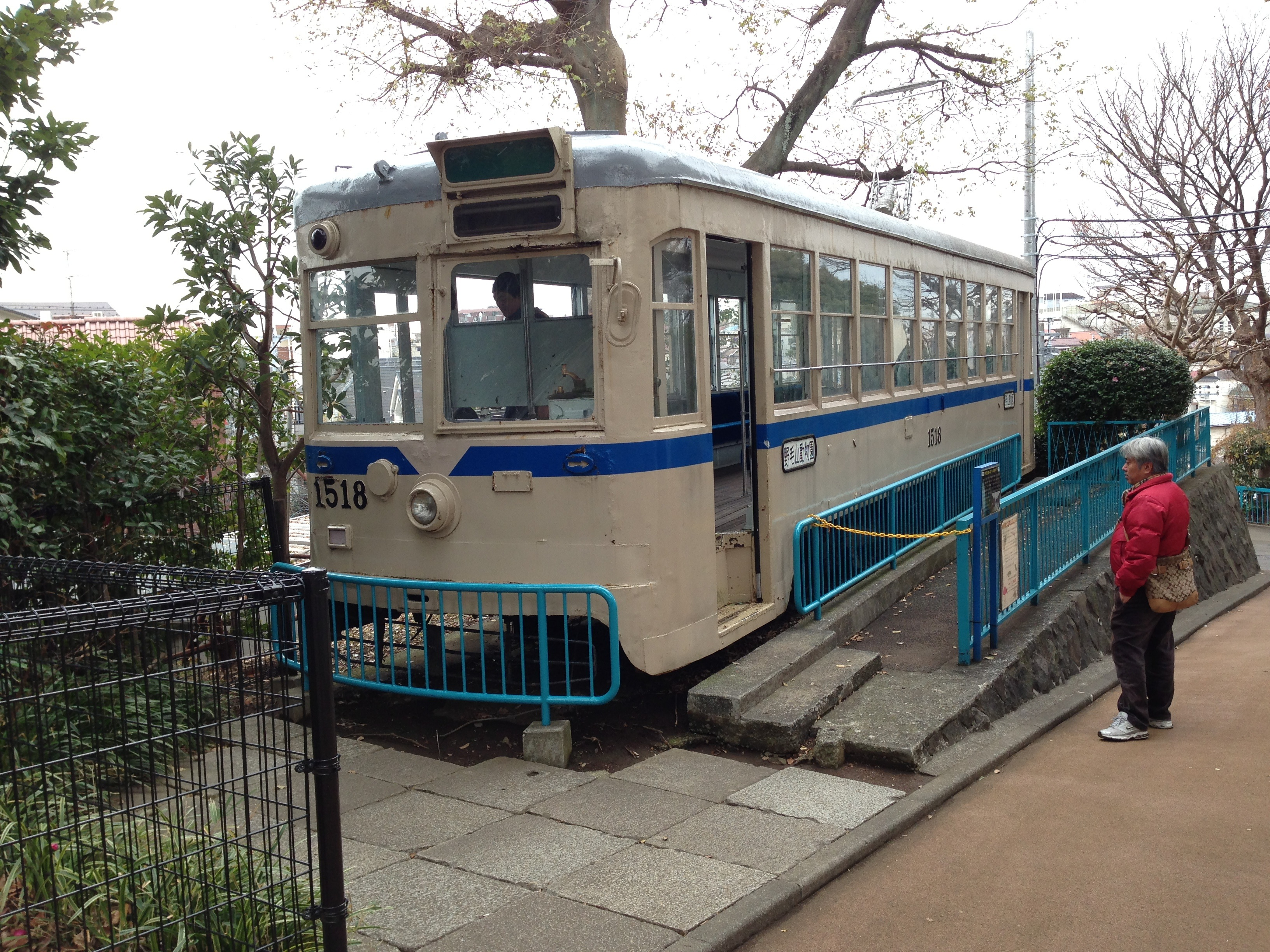
園内で展示されている横浜市電（1500形）

- バードケージ
- レッサーパンダ舎

2021年にクラウドファンディングで集めた資金により改築。モルタル製の擬木が設置された。
- チンパンジー舎
- 爬虫類館
- 猛獣舎

アフリカライオンを飼育・展示していたが、2014年6月21日より、よこはま動物園ズーラシアで2008年2月11日に生まれたオスのインドライオン「ラージャー」を飼育・展示。
- 小獣舎
- キジ舎
- 野鳥舎
- キリン舎
- フラミンゴ舎
- ダチョウ舎
- アリクイ舎
- キツネザル舎
- サル舎
- 大池
- カグー舎
- ペンギン舎
- なかよし広場
- ワラビー舎
- 猛禽舎
- コンドル舎
- クマ舎
- 夜行獣舎
- アニマルボックス
- ひだまり広場
- しろくまの家
- なかよしショップ
- 横浜市電（1500形）展示保存

## 沿革
- 1951年（昭和26年） 4月1日 野毛山遊園地として開園[5]。4月17日、アジアゾウの「はま子」[6]（メス、推定7歳）が来園。
- 1952年（昭和27年） ヒョウの日本初の繁殖に成功。
- 1953年（昭和28年） 日本で初めてブラックバックの繁殖に成功。
- 1954年（昭和29年） 日本で初めてヒトコブラクダの繁殖に成功。
- 1955年（昭和30年） 4月1日  日本で初めてアカカンガルーの繁殖に成功。
- 同年12月28日　文部大臣清瀬一郎により博物館相当施設に指定[7] される。
- 1956年（昭和31年） 7月2日  日本で初めてオシドリの繁殖に成功。
- 1957年（昭和32年） 2頭目のアジアゾウ「マリ子」来園。推定2歳。
- 1964年（昭和39年） 遊園地が閉鎖される。それまでは「野毛山遊園地」だったが、動物の施設を「野毛山動物園」として存続させる。当時の飛鳥田市長は、動物園は社会教育施設であり、家族がお金を掛けずに訪れることができる施設として無料にした[8]。
- 1965年（昭和40年） 日本で初めてナマケグマの繁殖に成功。
- 1969年（昭和44年） 日本で初めてワオキツネザルの繁殖に成功。
- 1971年（昭和46年） 日本で初めてナマケグマの人工繁殖に成功。
- 1972年（昭和47年） 世界で2番目にコンドルの繁殖に成功。名称が「野毛山動物園」となる。
- 1974年（昭和49年） 日本で初めてボウシテナガザル、カラカルの繁殖に成功。
- 1977年（昭和52年） 6月9日 日本で初めてレイサンガモの自然繁殖に成功。
- 同年7月24日　日本で初めてレイサンガモの人工繁殖に成功。
- 1980年（昭和55年） 3月24日 日本で初めてドールの繁殖に成功。
- 1982年（昭和57年） フタコブラクダのツガルが入園。1982年度の入園者数が100万人を突破する[9]。
- 1983年（昭和58年） 日本で初めてウンピョウの繁殖に成功。
- 1985年（昭和60年） 2月16日 日本で初めてオオアリクイの繁殖に成功。
- 同年5月29日 日本で初めてグレビーシマウマの人工繁殖に成功。
- 1987年（昭和62年） 11月2日 アジアゾウ「マリ子」が急死する。
- 1989年（平成元年） ニューカレドニアからカグー来園。
- 1990年（平成2年） 2月 日本で初めてカグーの人工繁殖に成功。
- 同年3月  日本で初めてカグーの自然繁殖に成功。
- 1992年（平成4年） 日本で初めてエジプトリクガメの自然繁殖に成功。
- 1997年（平成9年） 日本で初めてエミスムツアシガメの人工繁殖に成功。
- 2001年（平成13年） 11月 開園50周年記念式典開催。ゾウ「はま子」に市長功労賞授与。
- 同年4月24日 日本で初めてインドセタカガメの自然繁殖に成功。
- 2002年（平成14年） 11月23日 リニューアルオープン。
- 2003年（平成15年） 10月 開園以来飼育されていた人気者のアジアゾウ「はま子」死亡。享年59。
- 2006年（平成18年） 日本で初めてインドセタカガメの人工繁殖に成功。
- 2007年（平成19年） 3月26日 累計入園者数が5,000万人を突破。
- 2008年（平成20年） 日本最高齢のライオン「モドリ」死亡。享年24
- 2009年（平成21年） 日本で初めてホウシャガメ、ハミルトンガメの繁殖に成功。
- 同年7月9日　日本で初めてブロンズトキの人工繁殖に成功。
- 2010年（平成22年） 年間入園者数60万人を突破。
- 2012年（平成24年） 年間入場者数1988年度以来23年ぶりとなる70万人を突破。
- 2014年（平成26年） 世界最高齢のフタコブラクダのツガル死亡、享年38。2014年度の入園者数が101万2,000人となる。100万人を超すのは、32年ぶり、奇しくもツガルが入園した年度以来であった[10]。
- 2016年（平成28年）2月28日 日本で初めてヘサキリクガメの繁殖に成功[11]。
- 2020年（令和2年） 3月 京急本線日ノ出町駅の副駅名として「野毛山動物園」が設定される[12]。
- 2021年（令和3年） 4月 開園70周年記念感謝祭。開園より延べ6000万人以上の入園者があった[13]。

## 歴代園長
- 佐藤 公平（1951年3月31日-1952年3月）[14]
- 染谷 健郎（1952年3月-1958年6月9日）[14]
- 八木 房雄（1558年6月10日-1959年6月25日）[14]
- 山田 力雄（1959年8月1日-1964年3月31日）[14]
- 小林 正和（1964年4月8日-1966年12月6日）[14]
- 續橋 一男（1966年12月7日-1969年12月12日）[14]
- 山口 忠正（1969年12月13日-1971年6月9日）[14]
- 小島 清　（1971年6月10日-1974年5月19日）[14]
- 北井 正　（1974年5月20日-1985年6月8日、金沢動物園園長兼務）[14]
- 宮崎 眞吉（1985年6月15日-1990年6月17日、金沢動物園園長兼務）[14]
- 池田 隆一（1990年6月18日-1993年5月13日）[14]
- 関根 光雄（1993年5月14日-1996年3月31日）[14]
- 野村 良信（1996年4月1日-1998年4月30日）[14]
- 本荘 克行（1998年5月1日-2001年3月31日）[14]
- 横山 昭市（2001年4月1日-2005年3月31日）
- 大阪 豊　（2005年4月1日-2007年3月31日）
- 竹内 雅弘（2007年4月1日-2010年3月31日）
- 市川 典良（2010年4月1日-2013年3月31日）
- 鈴木 浩　（2013年4月1日-2019年3月31日）
- 久保 良法（2019年4月1日-2020年3月31日）
- 田村 理恵（2020年4月1日-現職）[15]

## 交通
- 京急本線「日ノ出町駅」下車徒歩約10分
- 根岸線（JR東日本）・横浜市営地下鉄ブルーライン「桜木町駅」下車徒歩約15分
- 横浜市営バス89系統「野毛山動物園前」下車すぐ
- 横浜駅東口よりタクシーで約15分